# Vladimír Šmicer
Vladimír Šmicer, född 24 maj 1973 i Děčín, är en tjeckisk före detta professionell fotbollsspelare och numera tränare som mellan 1993 och 2006 spelade 81 landskamper och gjorde 27 mål för det tjeckiska landslaget. En dag efter att han slutade sin spelarkarriär i november 2009 blev han utsedd till förbundskapten för det tjeckiska landslaget.
Mellan 1999 och 2005 spelade han för det engelska klubblaget Liverpool FC, med vilka han vann UEFA Champions League 2005.